# Sinalunga
Sinalunga è un comune italiano di 12 053 abitanti della provincia di Siena in Toscana. Sinalunga sorge sulle colline che separano la Val di Chiana dalla Valle dell'Ombrone.
Sinalunga è divisa in 2 parti, Sinalunga Alta in alto e Pieve di Sinalunga in basso.

## Geografia fisica
Il territorio del comune è compreso tra i 243 e i 540 metri sul livello del mare, con un'escursione altimetrica complessiva pari a 297 metri.
- Classificazione sismica: zona 3 (sismicità bassa), Ordinanza PCM 3274 del 20/03/2003
- Classificazione climatica: zona D, 1965 GR/G
- Diffusività atmosferica: media, Ibimet CNR 2002

## Origini del nome
Sinalunga, documentato fino al 1864 quando, con Regio Decreto, venne modificato il precedente nome di Asinalonga, sulla cui origine sono state fatte varie ipotesi. La più attendibile pare quella che fa riferimento alla morfologia della zona, peraltro citata anche da Emanuele Repetti nel Dizionario Geografico Fisico e Storico della Toscana, poiché, spesso, le caratteristiche di un luogo portano alla spiegazione del toponimo stesso (vedi ad esempio Vallelunga, Collelungo, Montealto, Collalto...ecc.).
Il toponimo Sina è di indubbia origine etrusca, infatti come riporta nel dizionario Etrusco - Latino il Pittau, noto etruscologo sassaritano, i termini sina,zina, saina, sono sinonimi e stanno a indicare un rilievo e per traslazione un'insenatura; tradotti in latino col sinus. Pensiamo a quante località o parole abbiano ripreso questo significato: 
- Siena e Sina (lunga) hanno la stessa origine, poste entrambe su colli che predominano la vallata circostante. Il suffisso Longa potrebbe significare longobarda dopo la creazione del regno di Tuscia oppure riferirsi al semplice significato di <allungata per come scende sul crinale del colle.
- Vol-sinii (Orvieto) posta su di un altopiano.
- Torrente Zenna che scende a picco da una collina.
- Clev sin (Chiusi) posto anch'esso su un colle.
- Torrente Rassina, località Rassinata che fanno riferimento ad alture.
- Fel sina (Bologna).
- Senalonga (Sassari) località con resti Sardi posta in un crinale.
- Siniscola (Nuoro) posta su colli in riva al mare.

Troviamo traccia anche nel dialetto campano, in quanto gli etruschi avevano colonizzato la costa a nord di Napoli con il termine volgare Zinna o Zinne che indicano il seno. È probabile che il toponimo Sina, trasformato anche in antroponimo Senius in latino, abbia una radice comune con una lingua più antica comune a sardi etruschi e liguri come per i termini Arezzo (Toscana e Liguria) Arritzu (villaggio in sardo). Anche il torrente Foenna ha un sapore etrusco; tutte le desinenze ena enna sono di matrice tirrenica (torrenti Foenna, Gravenna, Palbena, Chiavenna). Simile al concetto Siena-Sinalunga è la derivazione dei termini berc e birc, i quali hanno significati simili a sinus che hanno portato rispettivamente alla toponomastica di Bergamo e Brescia.

## Storia
Ritrovamenti fossili di età preistorica, effettuati nelle colline della zona, testimoniano la presenza dell'uomo a Sinalunga. Reperti dell'VIII secolo a.C. ci parlano di un nucleo etrusco nei colli di Sinalunga, un insediamento appartenente alla lucumonia di Chiusi che evolvé e si espanse sicuramente fino al I secolo a.C., come confermato da alcune tombe. Nel colle più elevato di Sinalunga sembra fosse ubicato un tempio molto importante Le colline circostanti erano densamente abitate. È di facile intuizione come fossero disposte secondo l'usanza etrusca , la necropoli e la parte abitata. Infatti erano soliti costruire e orientare secondo i punti cardinali ,con intrinseco significato mistico-astronomico strade e manufatti ; i tracciati viari importanti andavano da sudest a nordovest e dividevano: a levante la città abitata (sorgere del sole) a ponente la necropoli (crepuscolo), spesso divise da piccole gole o comunque su colline corrispettive. Questo lo possiamo vedere con la necropoli di San Giustino, a nord ovest del paese posta sul colle diviso dal torrente Rigo, e ad est l'abitato antico dove sorge il centro storico. Una similitudine molto forte con la città di Arezzo la quale aveva la necropoli su Poggio del sole (ovest) diviso dal torrente Castro dalla restante città vecchia (est) posta sul culmine del colle dove oggi c'è la Fortezza.
Persino gli assi viari più antichi li possiamo riconoscere rispetto alla più moderna Cassia. Le strade etrusche si sviluppavano sui crinali con il solito orientamento, grosso modo quello che oggi è il tracciato della Lauretana. Provenendo da sud, da Clevsin, procedeva sul crinale dove oggi si trova Rigaiolo e proseguiva, come oggi, per le crete senesi fino ad arrivare a Siena e da lì dividersi verso Velatri o proseguire nell'Etruria padana.
I primi contatti con i romani si ebbero all'inizio del III secolo a.C. all'interno di una coalizione comprendente Galli, Umbri e Sanniti. Al I secolo a.C. risalgono i primi insediamenti romani nella parte bassa di Sinalunga, Pieve di Sinalunga, secondo reperti rinvenuti durante alcuni scavi effettuati nel secolo scorso. In epoca repubblicana questo insediamento fu un'importante stazione di posta (mansio) sulla Via Cassia, con il nome di Ad Mensulas, il cui nucleo principale era probabilmente ubicato nello stesso luogo dove oggi sorge la pieve romanica di San Pietro ad Mensulas.

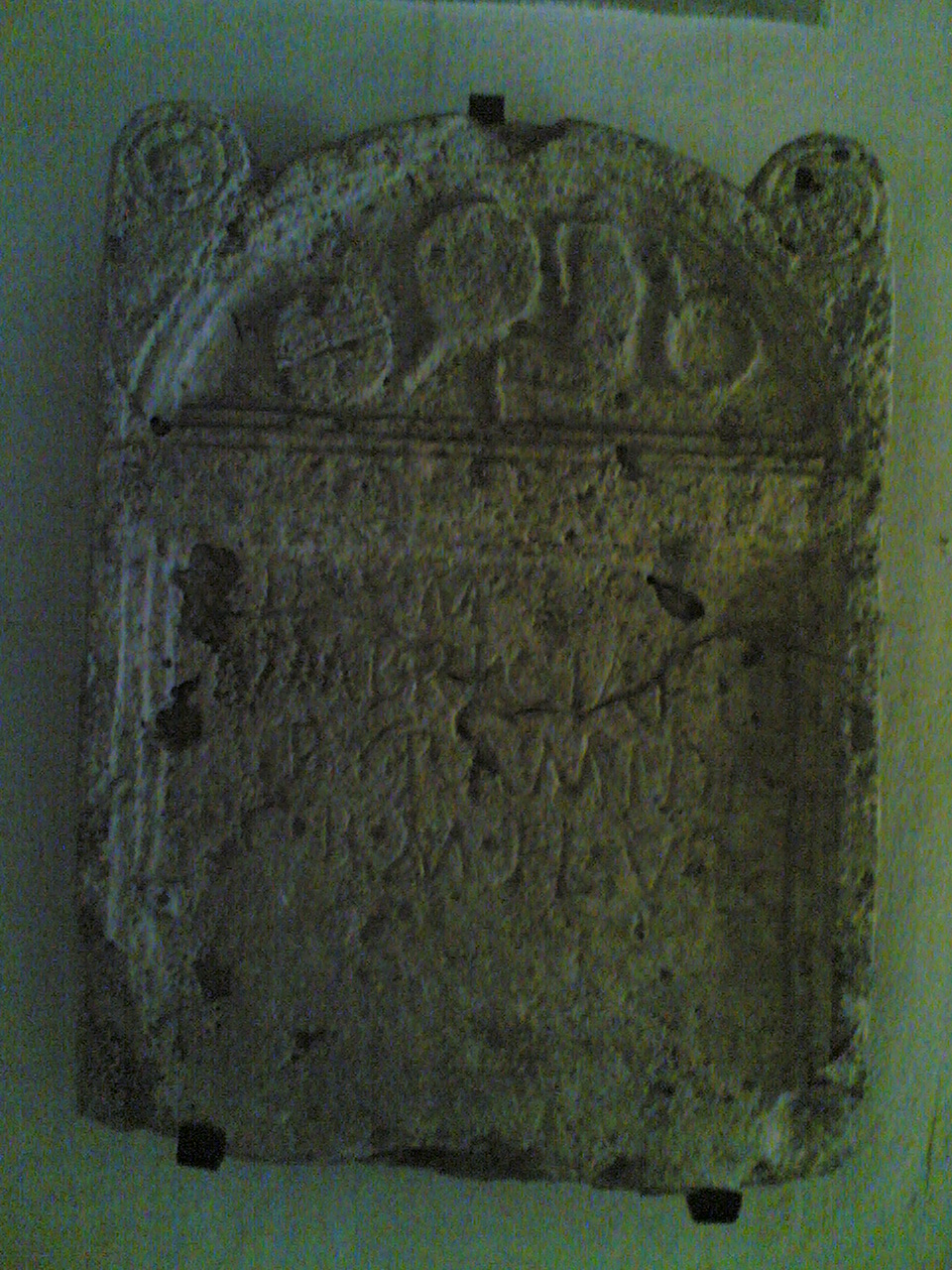
Cippo funerario romano conservato nella pieve romanica di S. Pietro ad Mensulas.

Infatti, come testimoniato dalla Tavola Peutingeriana, questa importante via di comunicazione in questa parte della Valdichiana senese aveva un percorso che attraversava gli odierni abitati Acquaviva (Ad Graecos), Torrita di Siena (Manliana), Sinalunga (Ad Mensulas), per poi proseguire verso Siena (Sena Iulia).
All'inizio del Medioevo, sulla collina sopra la vecchia mansio romana di Ad Mensulas, si ergeva il minaccioso castello delle Ripe, intorno al quale cominciarono ad insediarsi i sinalunghesi, visto il progressivo impaludamento che stava interessando la sottostante pianura della Valdichiana, a causa dell'incuria a cui erano soggette le perfette canalizzazioni etrusche, mantenute in funzione per tutta l'età romana e poi abbandonate alla fine dell'Impero Romano d'Occidente. Il borgo nato all'ombra del castello delle Ripe con il tempo andò sviluppandosi, tanto che un documento del 782 attesta l'esistenza di un luogo per le pubbliche adunanze: un solido edificio nel quale si conservavano i documenti e la cassa della comunità. Successivamente questo edificio fu trasformato in chiesa (l'odierna chiesa di Santa Lucia). A questo periodo risale anche il nome di Sinalunga (inizialmente Asinalonga), per motivi assolutamente ignoti.
Poco dopo Sinalunga fu il regno dei Cacciaconti, un ramo della famiglia comitale degli Scialenghi, la quale prese possesso di un'ampia area a sud di Siena. Infatti, un documento del 18 febbraio 1197 conservato nel Caleffo Vecchio presso l'Archivio di Stato di Siena, attesta l'atto di sottomissione al Comune di Siena da parte dei Cacciaconti. Verso la fine del XIII secolo Ghino di Tacco, brigante nato a La Fratta da un ramo della famiglia Cacciaconti, dopo il perdono del Papa Bonifacio VIII e della Repubblica di Siena, si ritirò in vita tranquilla in Asinalonga, dove fu ucciso nel tentativo di mettere pace tra due litiganti.
Il 20 novembre 1303 vede la nascita del libero comune di Sinalunga, dopo lunghe dispute con i Cacciaconti, spalleggiati da Siena, come risulta da un atto redatto in Sinalunga e conservato presso l'Archivio di Stato di Siena, e nel 1337 Siena assegna a Sinalunga una sede degli undici Vicariati in cui suddivise il suo territorio e tale rimase sino al 1468. Nei primi decenni del Trecento il territorio senese era devastato dalle Compagnie di Ventura, mercenari al soldo di signorotti e governi perché danneggiassero il territorio nemico, in un primo tempo pagati anche dalla Repubblica di Siena perché non facessero danno, ma senza successo. Nel 1363 la Repubblica di Siena decise di difendere con le armi il proprio territorio e in un'epica battaglia, durata dall'alba al tramonto, in cui fu sconfitta la più micidiale tra le compagnie di ventura, quella dei bretoni del Cappello, al soldo dei fiorentini. La parte finale della battaglia, con la rotta dei mercenari, avvenne nel luogo che da allora prende il nome dalla fase di accerchiamento il Serraglio, lungo il tracciato della Via Cassia tra Sinalunga e La Fratta.

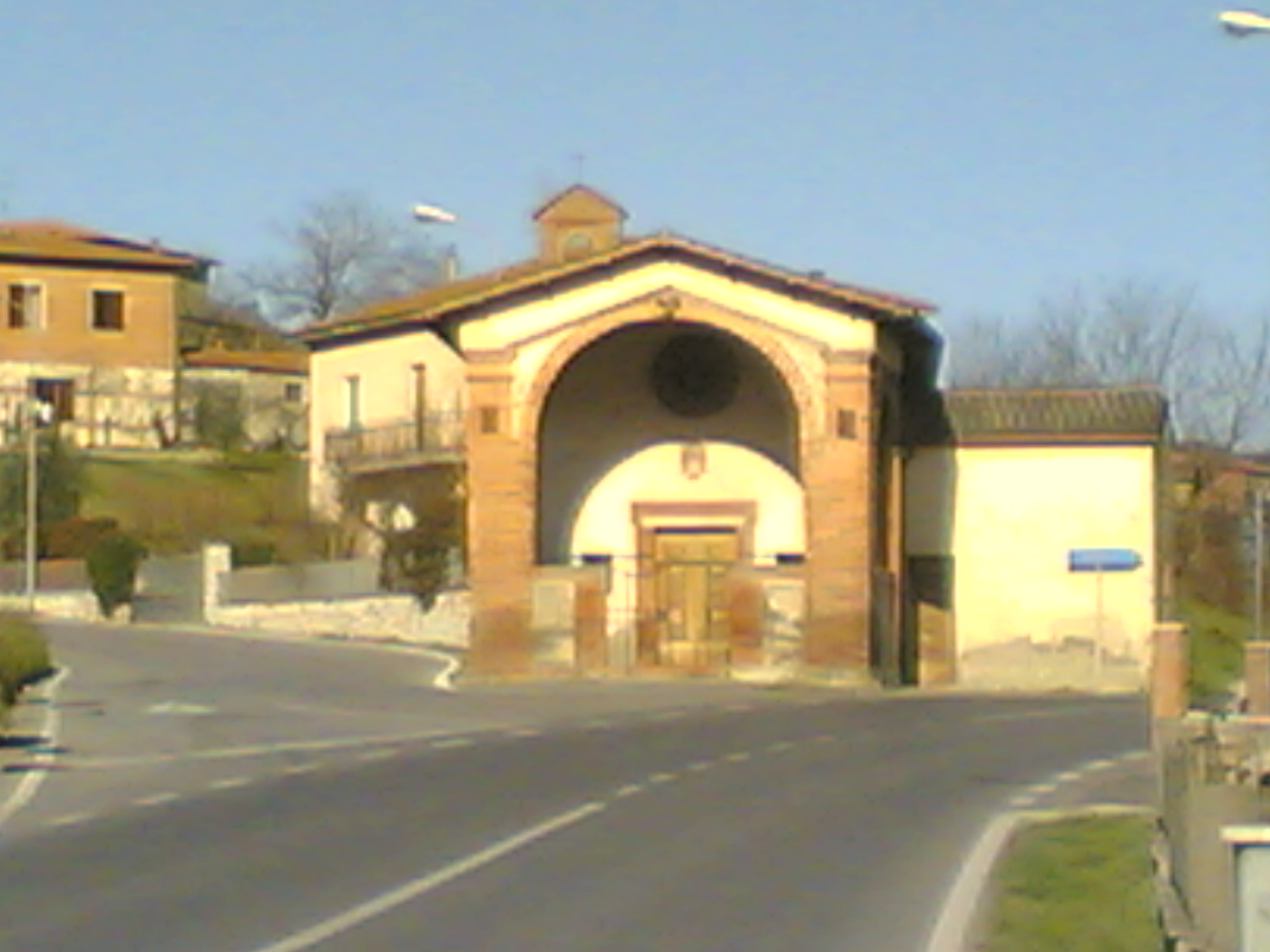
La chiesina del Serraglio

L'esercito imperiale di Carlo V alleato con i fiorentini entrò nel territorio della Repubblica di Siena proprio in Valdichiana ed occupò in pochi giorni tutti i castelli di confine, tra cui Sinalunga che fu usata come prigione. Poco dopo, grazie un certo sinalunghese di nome Biancalana, truppe senesi arroccate a Trequanda, o forse a Montelifré, riuscirono a penetrare nottetempo nel castello di Sinalunga per mezzo di una porta segreta e a trucidare la guarnigione spagnola, anche se pochi giorni dopo il castello fu di nuovo riconquistato dagli spagnoli, la cui rappresaglia fu crudele, soprattutto sul popolo.
Nell'aprile 1555 Siena capitolò. La guarnigione cittadina si ritirò in Montalcino, dove si ricongiunse con le ultime truppe della Valdichiana. Alcuni castelli, fra cui Sinalunga, furono ripresi, ma nel 1557 la Repubblica di Siena cessò definitivamente di esistere, e Sinalunga entrò a far parte del Granducato di Toscana. Nel 1679, Sinalunga entra a far parte del feudo dei marchesi Buracchi, comprato dal Cardinal Eugenio Buracchi a 80.000 ducati. Nel 1718 Gian Gastone de' Medici affronta ancora una volta il secolare problema dell'impaludamento della Valdichiana che ripreso dai Lorena fu portato a compimento nel secolo successivo ad opera di Vittorio Fossombroni. Nel 1778 i piccoli comuni circostanti (come ad esempio quello di Scrofiano) furono riuniti nel Comune di Sinalunga.
Gli inizi dell'Ottocento sono francesi anche a Sinalunga. Se ne conservano le tracce negli atti pubblici. Il comune fu liberato il 20 luglio 1814. Il 24 settembre 1867 l'esercito regolare, per impedire a Garibaldi di marciare su Roma, lo arrestò nel Palazzo Luigi Agnolucci.

### Pieve di Sinalunga
La parte bassa di Sinalunga viene chiamata Pieve di Sinalunga per la presenza della Pieve di San Pietro ad Mensulas, che risulta essere una delle sette Pievi fondate da San Donato intorno al 1300-1330.
Analizzando alcuni documenti derivati dalla Tabula Peutingeriana, si rileva che la Pieve di San Pietro ad Mensulas si trova nella zona lungo la via Consolare Cassia, tra Clusio (Chiusi) e Sena Julia (Siena). La notazione indica che esisteva una stazione di posta o un centro abitato, senza sapere quanto grande e importante fosse.
Come dimostrano alcune scritture ritrovate all'interno della chiesa, essa sorge nel luogo dove gli antichi romani avevano il loro quartiere probabilmente al tempo dell'imperatore Traiano. Questa supposizione viene avvalorata da una lapide tuttora conservata dentro la chiesa che riporta in latino un'iscrizione dedicata a un certo Caio Umbricio soldato a cavallo.
Probabilmente è esatta l'ipotesi secondo la quale, durante il presidio romano, il posto si sia esteso con altri fabbricati abitativi.
Reperti dell'VIII secolo a.C. parlano di un nucleo etrusco nei pressi di Sinalunga.
A fianco della chiesa, come si usava a quei tempi, era posto un cimitero (completamente risanato intorno all'anno 1930), dove fu trovato un sigillo della famiglia (o famiglie) Umbricio (un cippo sepolcrale con le iscrizioni in latino si trova nella parte destra all'interno della chiesa).
Secondo reperti rinvenuti durante alcuni scavi fatti nel secolo scorso, i primi insediamenti avvennero nel I secolo a.C. con un'importante stazione di posta sulla via Cassia con il nome di Ad Mensulas, probabilmente ubicata dove oggi sorge la pieve romanica di San Pietro ad Mensulas, che è stata per lunghissimo periodo la più importante della zona.
Dopo la metà del 1500, la Pieve di San Pietro ad Mensulas, ubicata sulla strada Chiusi-Siena, nel punto di diramazione per Arezzo, avrebbe avuto la possibilità di sviluppare l'insediamento urbano, ma la maggior parte dei terreni circostanti erano diventati una palude talmente vasta da scoraggiare nuovi insediamenti e quindi rimase limitata a un piccolo nucleo di abitazioni che si trovavano nelle immediate vicinanze della Chiesa (documenti catastali indicano a metà del 1700 e fino al 1831 un numero molto limitato di abitazioni: 12 in tutto).
In un affresco esistente in Vaticano, nella Galleria delle carte, realizzato nel 1580 circa da Antonio Danti in collaborazione con il fratello Ignazio (considerato all'epoca fra i più importanti cosmografi) e commissionato da Papa Gregorio XIII, raffigurante l'Italia Antiqua, è segnalata la Valdichiana con pochissime località, e fra queste figura la voce Ad Mensulas.

### Simboli
(Art. 4 c. 2 dello Statuto comunale)
Lo stemma civico risale al 1860 e presenta la figura di san Martino di Tours, santo patrono a cui è dedicata la collegiata, rappresentato nell'atto di dividere il proprio mantello con un povero. Sostituisce uno stemma precedente, documentato in antichi stemmari, che recava la figura di un uomo a cavallo di un’asina, evidente allusione al toponimo Asinalunga.
In alcune versioni lo stemma è troncato di azzurro e di rosso, alla figura di san Martino in atto di donare il mantello, movente da una pianura di verde. Secondo alcuni la troncatura rappresentava le due parti del paese: Sinalunga Paese e Pieve di Sinalunga.
Il gonfalone è un drappo troncato di rosso e di azzurro.

## Monumenti e luoghi d'interesse

### Architetture religiose
Sinalunga
- Collegiata di San Martino
- Chiesa di Santa Croce
- Chiesa della Madonna delle Nevi
- Convento di San Bernardino
- Chiesa del Sacro Chiodo
- Chiesa di Santa Lucia

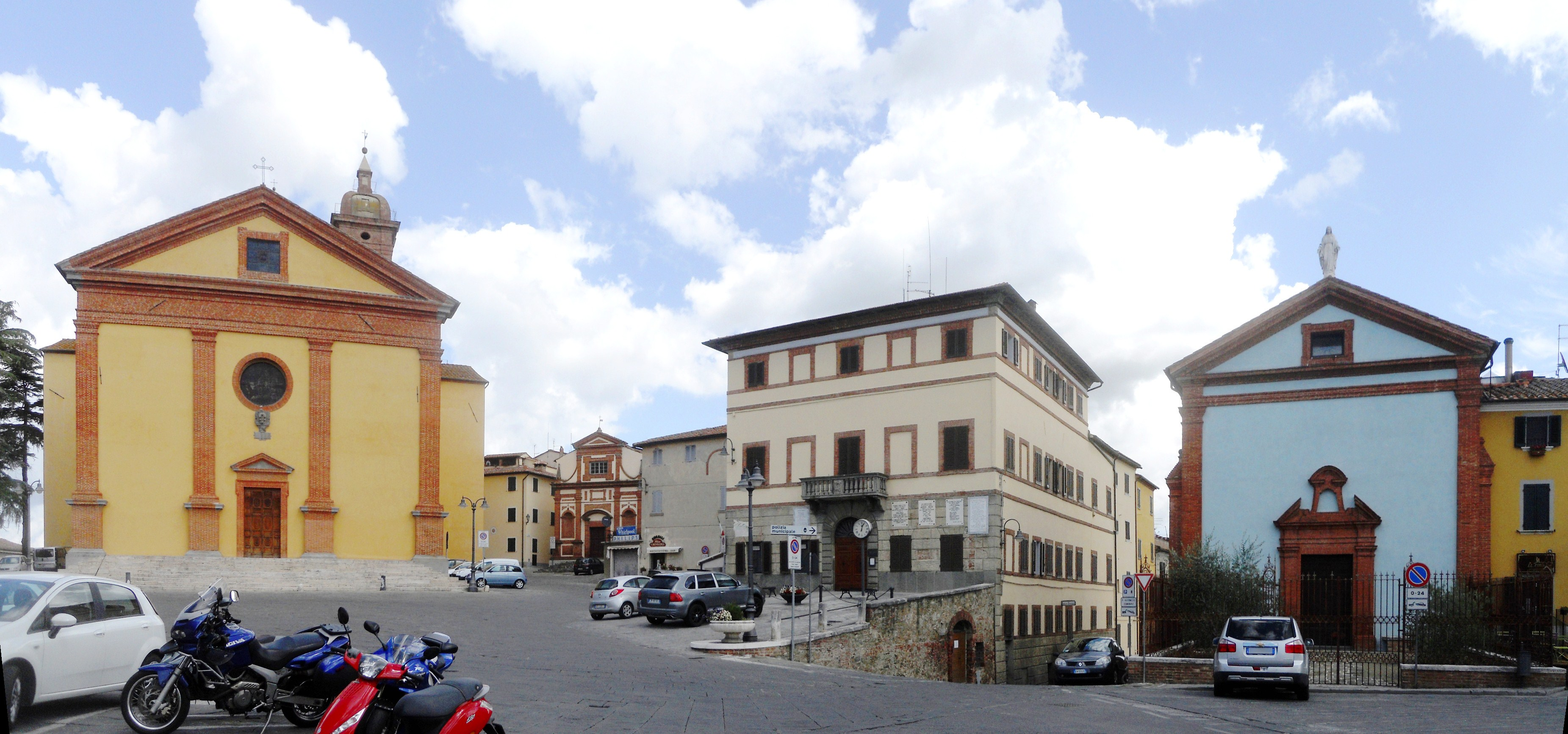
Piazza Giuseppe Garibaldi. Da sinistra a destra: la collegiata di San Martino, la chiesa di Santa Croce, il Palazzo comunale e la chiesa della Madonna delle Nevi.

- Cappella di Santa Maria Assunta, in località L'Amorosa
- Chiesa di San Giovanni alla Fratta, in località La Fratta
- Cappella di San Michele, in località La Fratta
- Chiesa del Serraglio, in località Pieve di Sinalunga
- Pieve di San Pietro ad Mensulas, in località Pieve di Sinalunga

Bettolle
- Chiesa di San Cristoforo

Guazzino
- Pieve di Santa Maria delle Grazie

Farnetella
- Chiesa di San Giovanni Battista
- Chiesa della Compagnia Santa Croce

Scrofiano
- Collegiata di San Biagio
- Chiesa della Compagnia di San Salvatore
- Chiesa della Madonna del Soccorso
- Oratorio di San Giovanni
- Chiesa di Santa Cristina
- Chiesa di San Rocco

Rigomagno
- Chiesa di San Marcellino

### Architetture civili

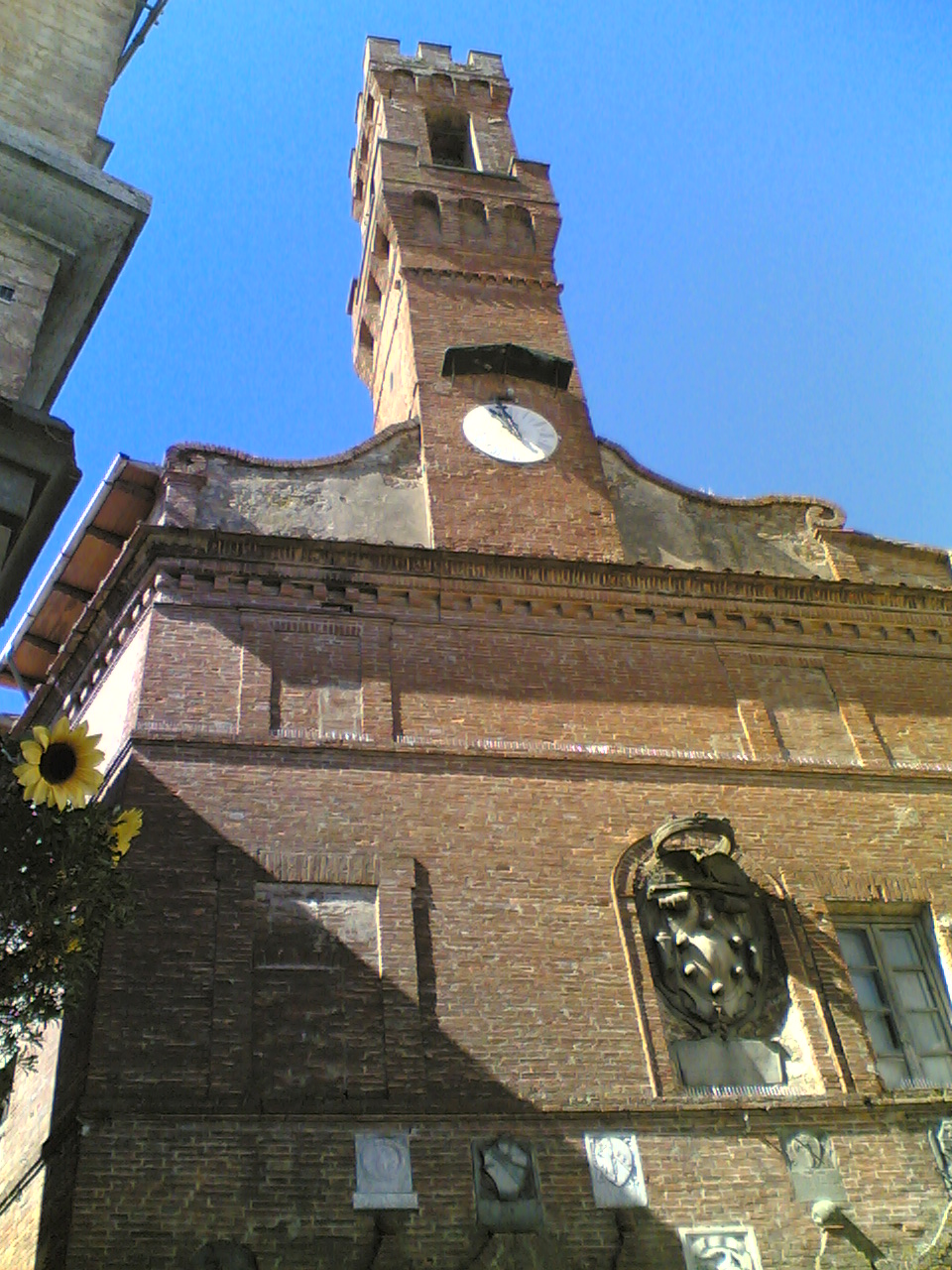
Palazzo Pretorio
Nel centro storico svetta la torre campanaria del medievale Palazzo Pretorio. Eretto tra il 1337 e il 1346 e restaurato nel XV secolo e XVII secolo, era la sede dell'autorità civile; nella facciata principale e nel lato orientale del palazzo sono presenti vari stemmi dei Podestà dell'epoca della Repubblica di Siena e quelli dell'epoca medicea. In particolare, nella parte destra del portale principale è presente una gogna dove i malviventi o presunti tali venivano posti al pubblico scherno.
Teatro Comunale Ciro Pinsuti
Il pregevole Teatro Comunale è stato costruito nel 1797 (recentemente restaurato) ed è dedicato a Ciro Pinsuti, musicista sinalunghese allievo di Gioachino Rossini.
Fattorie storiche di Sinalunga
- Real Fattoria di Bettolle
- Fattoria l'Amorosa
- Fattoria La Fratta

Colonna degli Editti
La Colonna degli Editti, è situata in Piazza XX Settembre, dove un tempo si trovava l'antica Porta del Ponte. La porta era munita di un ponte levatoio di legno, che periodicamente veniva restaurata dai mastri falegnami del castello. Questa zona, in antichità era particolarmente scoscesa a causa delle asperità del terreno e per la presenza di un fossato che cingeva la cortina difensiva da via delle Mura fino a Piazza Garibaldi. La distruzione delle mura in questa zona avvenne durante il periodo della Guerra di Siena, nel momento in cui sia i Lanzi sia l'esercito spagnolo alleato a quello dei Medici distrussero il cassero e la rocca con bombardamenti e continui attacchi. La Colonna Medicea fu probabilmente edificata successivamente a questi tristi eventi bellici; nello spiazzo lasciato dalle mura e dalla vecchia porta. Si fa risalire la sua costruzione al 1557, nel periodo immediatamente successivo all' annessione di Sinalunga e del suo territorio al Principato Mediceo. La colonna aveva una sua funzione pubblica, ovvero quello di servire per le pubbliche affissioni, dove i vari podestà affiggevano le notifiche pubbliche. La colonna è considerata Marzocco e lo stemma mediceo poggia su un capitello ionico in pietra serena come del resto lo è tutta la colonna. Sotto è possibile vedere l’antico stemma del comune di Sinalunga con San Martino. La struttura poggia su un piedistallo in mattoni rossi fasciata in basso con la pietra serena. Questa colonna nel corso del tempo è stata più volte spostata per le esigenze dettate dal suo continuo utilizzo dai vari potestà che si sono succeduti a Sinalunga.
Stazione ferroviaria di Sinalunga

## Società

### Evoluzione demografica
Abitanti censiti

### Etnie e minoranze straniere
Secondo i dati ISTAT al 31 dicembre 2009 la popolazione straniera residente era di 1.392 persone. Le nazionalità maggiormente rappresentate in base alla loro percentuale sul totale della popolazione residente erano:
- Romania 264 2,04%
- Albania 250 1,93%
- Marocco 172 1,33%

## Cultura

### Istruzione

#### Musei
- Raccolta d'arte sacra della Collegiata di San Biagio a Scrofiano, allestita nelle stanze adiacenti alla sagrestia della Collegiata. In una prima stanza sono esposte le opere tessili di maggiore importanza, come vesti liturgiche e parati: tra i molti sono esposti una pianeta in damasco e un velo copricalice a motivi floreali risalenti alla metà del XVII secolo. Nella seconda stanza sono conservati gli arredi in legno e in metallo, tra cui il più venerato Reliquiario del dito di San Biagio, risalente ai primi anni del XVIII secolo; inoltre vi si possono ammirare numerosi dipinti, tra cui il più famoso della Madonna col Bambino, pittura medievale su tavola che testimonia uno stile simile a quello di Duccio di Boninsegna. Nella terza stanza infine vi sono conservati antichi volumi che accompagnano l'Archivio parrocchiale.
- In via Curtatone a Sinalunga si trova l'Antiquarium, centro di raccolta e esposizione di reperti antichi in cui si conservano, oltre ad un pregevole dipinto di Domenico Beccafumi, una ricca varietà di Lekythos, Pithos e altri frammenti appartenenti a vasi risalenti alla Civiltà etrusca.

### Fortificazioni e mura
Il castello di Sinalunga era formato da una doppia cintura difensiva. Le mura culminavano tutte sulla rocca posta dove oggi sorge la Collegiata di San Martino. La prima cintura difensiva risale probabilmente alla seconda metà del XII° secolo. Sulla sua forma ovoidale si aprivano quattro porte: Porta dei Nelli, distrutta nel 1870, Porta 'Ad Mensulas' posta sulla piaggia di Santa Lucia, Porta del Ponte, fornita di un robusto ponte levatoio, era ubicata in Piazza XX Settembre, e Porta San Marco, invece era posta nelle vicinanze della rocca e del cassero nell'attuale piazza Garibaldi, in direzione di via Vittorio Emanuele. 
Nel 1398 Gian Galeazzo Visconti, Duca di Milano, decise di proteggere la Repubblica di Siena, il cui scopo era quello di sventare un attacco a Firenze e al suo contado. Decise di ristrutturare la rocca fornendola di torricelle e di allargare il cassero in direzione del viale di lecci che abbellisce la piazza. Furono quindi riallargate le mura comprendendo i borghi esterni di via delle mura e del borgo di 'Fiorenzuola'. furono edificate altre nuove quattro porte. Solo di due conosciamo il nome originario: Porta del 'Borgo' posta alla fine della Scalinata Ciro Pinsuti, in direzione dei nuovi borghi di via Ciro Pinsuti, e Porta 'Fiorenzuola' posta all'inizio di via Fiorenzuola. Delle altre due non conosciamo ne il toponimo ne la loro precisa ubicazione. Nel 1485 i potestà del castello di Sinalunga lamentavano la strettezza della terra e decisero di allargare ulteriormente la cinta muraria in direzione delle 'Grotte' sopra viale Matteotti. Gran parte delle mura e delle torri che formavano il cassero, e che racchiudevano la piazza purtroppo andarono distrutte durante l'assalto di Vincenzo De Nobili di Montepulciano nel 1554. Vincenzo De Nobili, alleato di Cosimo dei Medici, durante la famigerata Guerra di Siena mise a ferro e fuoco la terra, distruggendo la rocca ed il cassero. 
Ad'oggi rimangono ancora lunghi tratti di mura intervallate da numerose torri quadrangolari. In via Spadaforte rimane un lungo tratto di mura con ben tre torri quadrate sovrappassate da archi a tutto sesto ed uno acuto. Le mura proseguono in via del Concionatorio chiudendo la Chiesa di Santa Lucia, miste tra le facciate delle abitazioni fino a raggiungere via della Rocca, dove possiamo ancora vedere alcuni tratti liberi dalle abitazioni. Della seconda cintura difensiva rimangono tratti abbastanza lunghi rintracciabili nelle case di via Ciro Pinsuti, sotto il Palazzo Comunale fino alla Scalinata Ciro Pinsuti . Le mura riprendono in via Salicotto con una bellissima torre quadrangolare circondata da cordonato e feritoia. Altre due torri sono visibili nello sdrucciolo di via Fiorenzuola con cordonato in pietra e feritoia. In via della Torricella è possibile ammirare una torre quadrata con cordolo e tre feritoie sormontata da un Madonnino. Le mura proseguono fino in via Guerrazzi dove tra le ultime abitazioni si nasconde una torre mascherata il cui intonaco è grigio.
Dell'allargamento murario in Via Ciro Pinsuti, è possibile scorgere resti di muraglie al di sotto della ex caserma dei Carabinieri e di alcune case poco più a monte ormai trasformate in sostegni per terrazze e abitazioni di successiva edificazione.
- Fonte del Castagno

### Eventi
- Fiera alla Pieve.

## Geografia antropica

### Suddivisioni storiche
A Sinalunga sono presenti nove rioni, costituiti nel 1997:
- Cappella
- Casalpiano
- Cassero
- Centro Storico
- Frati
- Le Prata
- Pietraia
- Pieve Vecchia
- Rigaiolo

### Frazioni
Nel territorio del comune di Sinalunga si contano, oltre al capoluogo comunale (364 m s.l.m., 6 567 abitanti), altre cinque frazioni:
- Bettolle (308 m s.l.m., 2 612 abitanti)[8]
- Farnetella (413 m s.l.m., 94 abitanti)[8]
- Guazzino (282 m s.l.m., 1 004 abitanti)[8]
- Rigomagno (411 m s.l.m., 151 abitanti)[8]
- Scrofiano (374 m s.l.m., 182 abitanti)[8]

### Altre località del territorio
Tra le numerose località che compongono il territorio comunale di Sinalunga sono da ricordare: Bandita, Bisciano, Carpineta, Castellina, Emoriccia, Fontecieca, Fonte del Leccio, Il Busso, La Fratta, L'Albergo, L'Amorosa, Montemartino, Palazzolo, Poggi Gialli, Rigaiolo, Santarello, Serraglio.

## Economia
Il 47.41% della forza lavoro è occupata in attività industriali, il 21.35% della forza lavoro è occupata in attività agricole, il 22.15% in attività di servizio e il 9.08% in attività amministrative. L'economia locale si basa su attività industriale e artigiana meccanica, elettronica, del legno, del cuoio, delle ceramiche, dei materiali da costruzione e degli infissi. La produzione agricola riguarda il vino, i cereali, l'olio, la frutta e gli ortaggi. Rinomata è infine la produzione di salumi.

## Amministrazione
Di seguito è presentata una tabella relativa alle amministrazioni che si sono succedute in questo comune.
| Periodo          | Periodo         | Primo cittadino                | Partito                                                       | Carica              | Note  |
| ---------------- | --------------- | ------------------------------ | ------------------------------------------------------------- | ------------------- | ----- |
| 12 luglio 1985   | 16 giugno 1990  | Loris Cateni                   | Partito Comunista Italiano                                    | Sindaco             | [ 9 ] |
| 16 giugno 1990   | 23 ottobre 1993 | Roberto Oglialoro              | Partito Comunista Italiano Partito Democratico della Sinistra | Sindaco             | [ 9 ] |
| 22 novembre 1993 | 24 aprile 1995  | Adriano Fierli                 | Partito Democratico della Sinistra                            | Sindaco             | [ 9 ] |
| 24 aprile 1995   | 14 giugno 1999  | Adriano Fierli                 | Partito Democratico della Sinistra Democratici di Sinistra    | Sindaco             | [ 9 ] |
| 14 giugno 1999   | 14 giugno 2004  | Adriano Fierli                 | Democratici di Sinistra                                       | Sindaco             | [ 9 ] |
| 14 giugno 2004   | 8 giugno 2009   | Maurizio Botarelli             | Democratici di Sinistra Partito Democratico                   | Sindaco             | [ 9 ] |
| 8 giugno 2009    | 16 luglio 2013  | Maurizio Botarelli             | Partito Democratico                                           | Sindaco             | [ 9 ] |
| 5 agosto 2013    | 26 maggio 2014  | Maria Teresa Cattarin Franzero |                                                               | Comm. straordinario | [ 9 ] |
| 26 maggio 2014   | 27 maggio 2019  | Riccardo Agnoletti             | Partito Democratico                                           | Sindaco             | [ 9 ] |
| 27 maggio 2019   | in carica       | Edo Zacchei                    | centro-sinistra                                               | Sindaco             | [ 9 ] |

### Gemellaggi
- Aÿ-Champagne
- Dorking

## Sport
Maggior società calcistica locale è la Sinalunghese, che come massimo risultato della propria storia vanta la partecipazione alla Serie D. A Sinalunga operano altresì la Polisportiva Dilettantistica Bettolle e la Polisportiva Guazzino 1986, le cui sezioni calcistiche hanno sempre militato nelle divisioni amatoriali a carattere territoriale.
Dal 2003 opera la società Asinalonga, club di pallacanestro e volley.
Nel 1956 è stato fondato il Tennis Club Sinalunga che nel 2022 ha conquistato lo scudetto tricolore.